# Lenny Valentino
Lenny Valentino – polska supergrupa założona 1998 roku w Mysłowicach.

## Skład zespołu
- Artur Rojek (1998–2001) – śpiew, gitara (Myslovitz)
- Mietall Waluś (1998–2001) – gitara basowa, chórki (Penny Lane, Negatyw, Kurtyna)
- Michał Koterba (1998–2000) – gitara elektryczna (Korbowód)
- Wojciech „Lala” Kuderski (1998–1999) – perkusja (Myslovitz, Penny Lane)
- Bartosz Królikowski (1999–2000) – perkusja
- Maciej Cieślak (2000–2001) – gitara (Ścianka)
- Arkady Kowalczyk (2000–2001) – perkusja (Ścianka)
- Jacek Lachowicz (2000–2001) – klawisze (Ścianka)

## Historia projektu

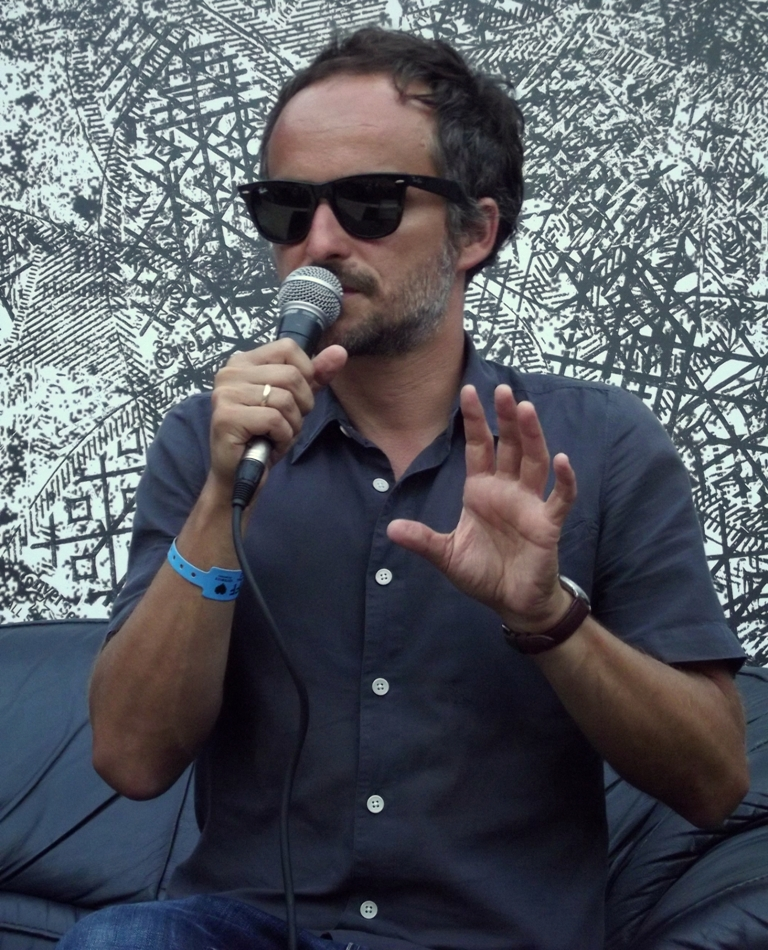
Artur Rojek (2013)

Zespół w tym składzie rozpoczął próby, szybko jednak nastąpiła pierwsza zmiana w składzie: Kuderskiego na perkusji zastąpił Bartosz Królikowski. Nazwa grupy wzięła się od tytułu piosenki The Auteurs, co nie miało jednak związku z artystycznym kierunkiem, jaki chciał nadać projektowi Artur Rojek. Pierwsze kroki w kierunku wydania płyty zespół wykonał w 2000 roku dzięki znajomości z muzykami zespołu Ścianka. Wtedy też następuje rekonstrukcja Lenny Valentino. W zespole zostają Rojek i Waluś, dołączają do nich trzej muzycy Ścianki: Maciej Cieślak (gitara), Jacek Lachowicz (klawisze) i Arkady Kowalczyk (perkusja). Producentem pierwszej (i jak dotąd jedynej) płyty zostaje Cieślak. Materiał nagrywany jest w kwietniu 2001 roku w Studiu im. Adama Mickiewicza w Sopocie. 
Nagrana płyta nosiła tytuł Uwaga! Jedzie tramwaj i została wydana przez Sissy Records/BMG Poland jesienią 2001 roku. Zawierała 10 utworów, w tym singlowe Dom nauki wrażeń i Chłopiec z plasteliny. Grupa uhonorowana została licznymi nagrodami (m.in. nagroda MTV), a płyta zebrała niemal wyłącznie pozytywne recenzje. Muzyka na płycie określana była jako psychodelia z elementami rocka alternatywnego. 
W tym samym roku po serii koncertów na terenie Polski zespół zawiesił działalność, a muzycy wrócili do pracy w macierzystych zespołach. Rojek z Myslovitz szykował nową płytę, a Waluś z grupą Negatyw pracował nad debiutanckim albumem. Ścianka nagrywała album Białe wakacje.
Zespół wystąpił w prawie standardowym składzie na Off Festival w Mysłowicach, latem 2006 roku. Z powodu choroby nie mógł wystąpić Arkady Kowalczyk, zastąpił go na bębnach Macio Moretti. Artyści zapewniali, że była to reaktywacja tylko na jeden koncert, lecz 15 stycznia podczas Offensywy De Luxe ogłoszono powrót na scenę Off Festivalu podczas 5. edycji, w sierpniu 2010 roku.
6 grudnia 2011 r. ukazało się DVD z zarejestrowanym koncertem z Off Festival 2006 oraz dodatkami w postaci teledysków. Dodatkowo w tym wydawnictwie znalazło się CD z demo, które przedstawia prace nad płytą „Uwaga jedzie tramwaj” z pierwszym składem zespołu. Całość wzbogacono książeczka zawierającą zdjęcia i wywiad z artystami. Wydany został również w limitowanej edycji ekskluzywny box tzw. D2C, zawierający CD, winyl, dołożoną obszerną książeczką, 2 single, DVD z koncertem z Off Festival 2006r., teledyski, galerię zdjęć, oryginalny wzór koszulki, naszywki, naklejki i plakat, jakie towarzyszyły pierwszemu wydaniu albumu.
Z okazji dziesięciolecia wydania swojego debiutanckiego albumu, w grudniu 2011 roku zespół odbył trasę koncertową w Polsce (Warszawa, Gdańsk, Poznań, Kraków, Wrocław).

## Dyskografia
- Dom nauki wrażeń SP (Sissy Records, 22 października 2001)
- Uwaga! Jedzie tramwaj LP (Sissy Records, 12 listopada 2001)
- Chłopiec z plasteliny SP (Sissy Records, 4 lutego 2002)
- Uwaga! Jedzie tramwaj (reedycja) LP (Sony Music Entertainment Poland, 14 listopada 2011)
- Off Festival 2006 Live DVD (Chaos Management Group i EMI Music Poland, 6 grudnia 2011)

## Notowane utwory
| Rok  | Tytuł                 | LP3 | SLP |
| ---- | --------------------- | --- | --- |
| 2001 | Dom nauki wrażeń      | 16  | 23  |
| 2002 | Chłopiec z plasteliny | 18  | –   |